# مذهب اللذة

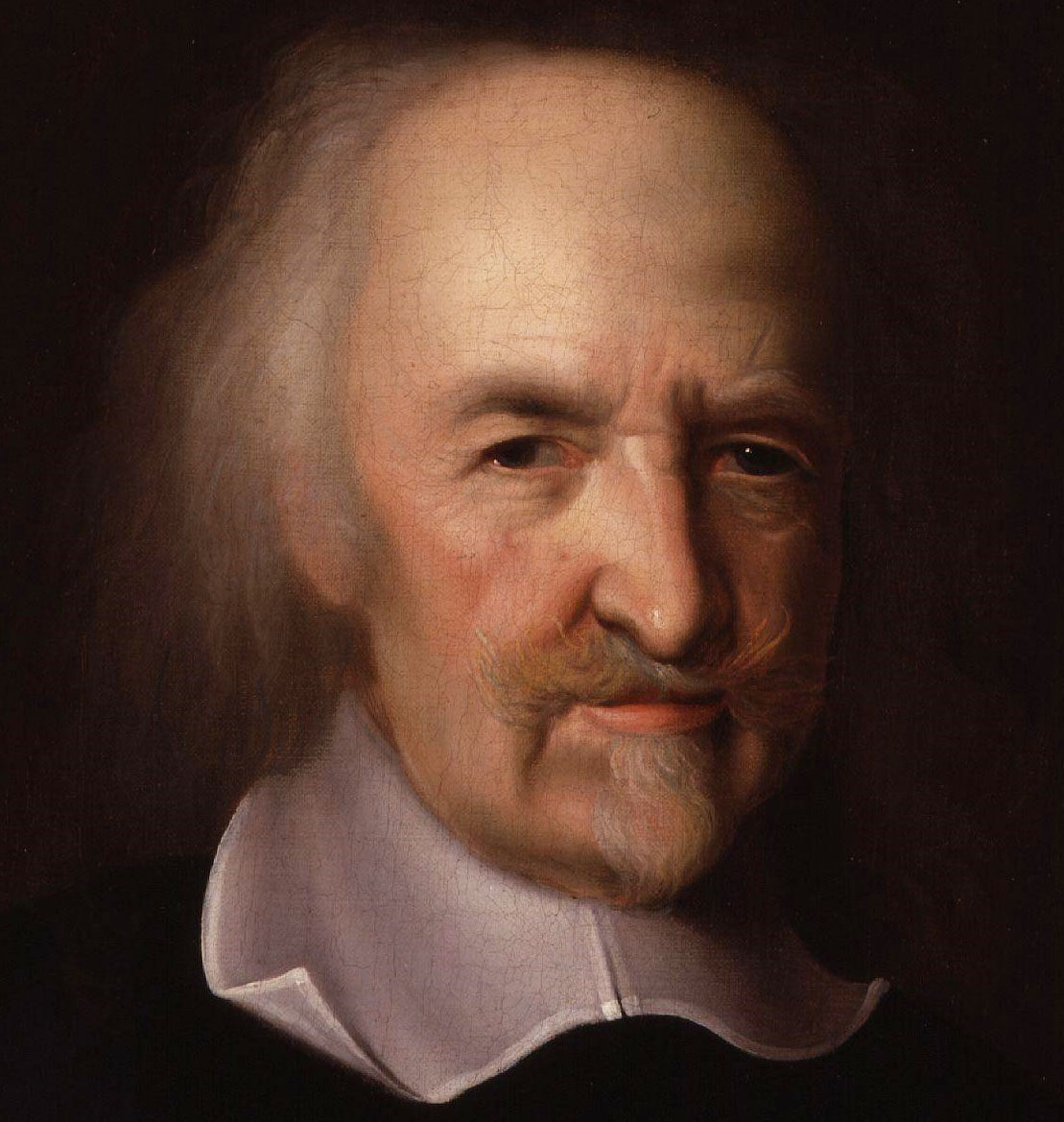
كان توماس هوبز داعيًا لمذهب اللذة النفسي.

يرتكز مذهب اللذة على إعطاء الأولوية للمتعة كركيزة أساسية في نمط حياة الفرد وسلوكه وتفكيره. يشمل هذا المفهوم مجموعة من النظريات والممارسات المتنوعة في مجالات الفلسفة والفن وعلم النفس، حيث يتناول المتعة الحسية والممارسات الفكرية أو الشخصية. ورغم ذلك، يُستخدم هذا المصطلح أيضًا في اللغة اليومية بشكل قدحي، ليصف السعي الأناني نحو الإشباع اللحظي دون مراعاة للآخرين أو التفكير في عواقب ذلك.
ظهر مصطلح مذهب اللذة في الفلسفة الأخلاقية، حيث يشير «مذهب اللذة القيمية» إلى الرأي القائل بأن المتعة هي القيمة الذاتية الجوهرية الوحيدة. وفي المقابل، ينص «مذهب اللذة الأخلاقي» أو «اللذة المعيارية» على أن السعي لتحقيق المتعة وتجنب الألم، سواء بالنسبة للفرد أو للآخرين، يمثل أقصى تعبير عن الخير الأخلاقي. عند تطبيق هذا المفهوم على مفهوم الرفاهية أو ما يشكل «الخير» لشخص ما، فإنه يطرح تصورًا بأن المتعة والمعاناة هما العنصران الأساسيان المحددان لرفاهية الإنسان.
أما «مذهب اللذة النفسي» أو «اللذة التحفيزية» فيرى أن السلوك البشري يتحدد نفسيًا بدافع الرغبة في زيادة المتعة وتقليل الألم.

## الأنماط
لا يشير مصطلح «مذهب اللذة» إلى نظرية واحدة فحسب، بل يمتد ليشمل مجموعة من النظريات التي تتناول دور المتعة. غالبًا ما تُصنَّف هذه النظريات إلى «مذهب اللذة النفسي» و«مذهب اللذة القيمي» و«مذهب اللذة الأخلاقي»، وذلك بحسب اهتمامها بالعلاقة بين المتعة والدوافع، أو القيمة، أو السلوك الصحيح. رغم أن هذه التمييزات أصبحت شائعة في الفلسفة المعاصرة، إلا أن الفلاسفة الأوائل لم يفرقوا دائمًا بينها بوضوح، وأحيانًا مزجوا بين عدة آراء ضمن نظرياتهم.

### مذهب اللذة النفسي
يشير «مذهب اللذة النفسي» أو «اللذة التحفيزية» إلى الفكرة التي تقول إن جميع الأفعال البشرية تهدف إلى زيادة المتعة وتجنب الألم، حيث يُعتبر هذا الرأي تفسيرًا تجريبيًا لدوافع الإنسان، سواء كانت على مستوى الوعي أو اللاوعي. يُفهم مذهب اللذة النفسي عادةً كنوع من الأنانية، بمعنى أن الناس يسعون إلى تعزيز سعادتهم الشخصية، مما يعني أن الشخص قد لا يكون مدفوعًا لمساعدة الآخرين إلا إذا رأى فائدة شخصية في ذلك. بهذا، يتوقع ارتباط دوافعه بمصلحته الخاصة. مع ذلك، كنظرية حول دوافع الإنسان، لا يفترض مذهب اللذة النفسي أن كل سلوك يؤدي بالضرورة إلى المتعة؛ فعلى سبيل المثال، قد يحاول الشخص تحقيق المتعة لكنه يفشل في بلوغها إذا كانت لديه معتقدات خاطئة أو تنقصه المهارات اللازمة لتحقيق أهدافه.
يؤكد الشكل القياسي لـ«مذهب اللذة النفسي» أن السعي وراء المتعة وتجنب الألم هما المصدران الأساسيان لكل الدوافع الإنسانية. إلا أن بعض أنصار هذا المذهب يقترحون صيغًا أضعف، مشيرين إلى أن المتعة والألم يؤثران في معظم الأفعال إلى حد ما، أو يظهر تأثيرهما فقط في ظروف معينة. مثلًا، يفترض «مذهب اللذة التأملي» أن الدافع البشري يرتبط بالمتعة والألم فقط عندما يقوم الأفراد بالتفكير المتأمل في العواقب العامة لأفعالهم. هناك أيضًا نسخة تُعرف بـ«مذهب اللذة الوراثي»، والتي تقرّ بوجود رغبات متنوعة لدى الناس تتجاوز السعي وراء المتعة، لكنها تؤكد أن جذور كل رغبة تعود إلى رغبة أساسية في المتعة.
يشير مؤيدو «مذهب اللذة النفسي» إلى جاذبيته البديهية وقوته في تفسير السلوك الإنساني، إذ يرون بأن العديد من الرغبات ترتبط مباشرة بالمتعة، بينما ترتبط رغبات أخرى بها بصورة غير مباشرة من خلال السعي لتحقيق الوسائل التي تقود إلى المتعة. مع ذلك، يطرح منتقدو هذا المذهب أمثلة مضادة تبدو فيها الدوافع غير مرتبطة بالمتعة الشخصية للفرد. تتضمن هذه الأمثلة أفعال الإيثار الحقيقي، مثل تضحية الجندي بنفسه في ساحة المعركة لإنقاذ زملائه، أو رغبة الوالدين الصادقة في سعادة أبنائهم. كما يذكر النقاد حالات أخرى غير إيثارية، كالرغبة في تحقيق الشهرة بعد الموت. يظل السؤال مطروحًا حول إمكانية تفسير مثل هذه الحالات كسلوك يسعى بشكل ما نحو المتعة.

### مذهب اللذة القيمي
يشير «مذهب اللذة القيمي» أو «التقييمي» إلى الرأي القائل بأن المتعة هي المصدر الوحيد للقيمة الذاتية الجوهرية. تُعتبر قيمة الشيء ذاتية إذا كان جيدًا بحد ذاته، دون أن تعتمد قيمته على أي عوامل خارجية. تُميز هذه القيمة الذاتية عن «القيمة الأداتية»، التي ترتبط بالأشياء التي تكتسب قيمتها من قدرتها على تحقيق أشياء جيدة أخرى. وفقًا لمذهب اللذة القيمي، تُعد المتعة ذات قيمة جوهرية، لأنها تبقى جيدة حتى في غياب أي منفعة خارجية. أما المال، فيُعتبر ذا قيمة كوسيلة فقط، إذ يُستخدم للحصول على أمور جيدة أخرى، لكنه لا يحمل قيمة ذاتية خارج هذه الاستخدامات.
يؤكد مذهب اللذة القيمي أن المتعة وحدها هي التي تمتلك قيمة ذاتية، بينما تمتلك الأشياء الأخرى قيمة أداتية فقط بقدر ما تؤدي إلى المتعة أو تساهم في تجنب الألم. تعتمد القيمة الكلية لأي شيء على مجموع قيمته الذاتية والأداتية معًا. في بعض الحالات، يمكن اعتبار الأشياء غير السارة، مثل إجراء جراحي مؤلم، جيدة من منظور مذهب اللذة القيمي، إذا كانت نتائجها الإيجابية تفوق الألم المتضمن فيها.
«مذهب اللذة الاحترازي» هو أحد أشكال «مذهب اللذة القيمي» الذي يركز على مفهوم الرفاهية، أو ما يُعتبر جيدًا للفرد. ويؤكد هذا المذهب أن المتعة والألم هما العاملان الأساسيان اللذان يحددان مستوى رفاهية الشخص، مما يعني أن جودة حياة الفرد تعتمد كليًا على التوازن بين المتعة والألم في حياته. مع ذلك، يفتح مذهب اللذة الاحترازي المجال لاحتمال وجود قيم ذاتية لأشياء أخرى غير الرفاهية، مثل الجمال أو الحرية.
حسب «مذهب اللذة الكمي»، تُحدد القيمة الذاتية للمتعة بناءً فقط على شدتها ومدتها، بحيث تكون المتعة الأعلى قيمة هي تلك التي تتسم بشدة أكبر أو تستمر لفترة أطول. أما أنصار «مذهب اللذة النوعي»، فيضيفون بُعدًا آخر، مؤكدين أن جودة المتعة تلعب دورًا إضافيًا في تحديد قيمتها. وهم يجادلون بأن المتع الفكرية الرفيعة، مثل الاستمتاع بالفنون الراقية أو الفلسفة، تحمل قيمة أكبر من المتع الحسية البسيطة، كمتعة الطعام والشراب، حتى وإن كانت المتع الفكرية أقل شدة.
يميل مؤيدو «مذهب اللذة القيمي» إلى التركيز على الحدس الذي يربط بين المتعة والقيمة، أو على ملاحظة أن المتعة تُعتبر مرغوبة بوجه عام. تحظى الفكرة القائلة بأن معظم أنواع المتعة لها قيمة ما فكرة بقبول واسع. مع ذلك، فإن الادعاء الأكثر تطرفًا بأن جميع أنواع المتعة لها قيمة جوهرية، وأن المتعة هي المصدر الوحيد لهذه القيمة، يظل موضع جدل. يشير بعض النقاد إلى أن بعض أنواع المتعة قد تكون بلا قيمة أو حتى ضارة، مثل المتع المخزية أو السادية. كما تأتي انتقادات من متعددي القيم الذين يرون أن هناك أشياء أخرى بخلاف المتعة تتمتع بالقيمة الجوهرية.
لدعم فكرة أن الجمال يمكن أن يكون مصدرًا إضافيًا للقيمة، طرح الفيلسوف جورج إدوارد مور تجربة فكرية تشمل عالمين: أحدهما جميل للغاية والآخر ليس إلا كومة من القذارة؛ واستنتج أن العالم الجميل يبدو أفضل حتى إذا لم يكن هناك من يستمتع به. قدم الفيلسوف روبرت نوزيك تجربة فكرية أخرى مؤثرة، تتعلق بآلة يمكنها خلق تجارب من المتعة الاصطناعية. لاحظ نوزيك أن معظم الناس لن يرغبوا في قضاء حياتهم كلها داخل هذا الوهم اللذيذ، مما دفعه إلى القول بأن «مذهب اللذة» يعجز عن تفسير قيمتي الأصالة والتجربة الحقيقية.

### مذهب اللذة الأخلاقي
يشير «مذهب اللذة الأخلاقي» أو «اللذة المعيارية» إلى الفكرة التي تقول بأن السعي نحو المتعة وتجنب الألم هما المبادئ الأخلاقية العليا التي ينبغي أن تحكم السلوك البشري. ويعني ذلك أن الاعتبارات الأخلاقية الأخرى، مثل الواجب أو العدالة أو الفضيلة، تكون ذات أهمية فقط بقدر تأثيرها على المتعة والألم.
يمكن تصنيف نظريات «مذهب اللذة الأخلاقي» إلى نظريات أنانية وأخرى نفعية. ينص «مذهب اللذة الأناني» على أن كل شخص يجب أن يسعى فقط لتحقيق متعته الخاصة. وفقًا لهذا الرأي المثير للجدل، فإن للشخص سببًا أخلاقيًا للاهتمام بسعادة الآخرين فقط إذا كانت هذه السعادة تؤثر على رفاهيته الشخصية. على سبيل المثال، إذا كان شعور الشخص بالذنب سيزداد عند إلحاقه الضرر بالآخرين، فإن هذا الشعور يكون سببًا له لتجنب الأذى. ومع ذلك، يبقى للشخص الحرية في إلحاق الأذى بالآخرين، بل قد يُطلب منه أخلاقيًا القيام بذلك، إذا كان هذا التصرف سيحقق له فائدة شاملة تتفوق على الأضرار الناتجة.

## هوامش
- ملاحظة 1 مرادفات مذهب اللذة أو الهيدونية [15] أو مذهب المتعة أو اللذّية [16]

## روابط خارجية
- Stanford Encyclopedia of Philosophy entry
- Manifesto of the Hedonist International
- The Encyclopedia of Religion and Ethics, volume 6, page 567